# Fahrenheit 451 (2018)
Fahrenheit 451 is een Amerikaanse sciencefictionfilm uit 2018, geschreven en geregisseerd door Ramin Bahrani en gebaseerd op het gelijknamig boek van Ray Bradbury.

## Verhaal
In een verre dystopische toekomst werden alle boeken verbannen en boeken worden dan ook verbrand op het moment dat ze worden ontdekt. Guy Montag werkt als brandweerman, iets wat in die tijd betekent dat hij boeken verbrandt. Montag ontmoet op een dag een jong meisje Clarisse McClellan. Door deze ontmoeting begint hij te rebelleren tegen de maatschappij.

## Rolverdeling
| Acteur            | Personage          |
| ----------------- | ------------------ |
| Michael B. Jordan | Guy Montag         |
| Sofia Boutella    | Clarisse McClellan |
| Michael Shannon   | Beatty             |
| Lilly Singh       | Raven              |
| Laura Harrier     | Mildred Montag     |
| Martin Donovan    | Commisioner Nyari  |
| Dylan Taylor      | Douglas            |
| Grace Lynn Kung   | Chairman Mao       |
| Keir Dullea       | Historicus         |

## Productie
Ramin Bahrani begon met de adaptatie van Ray Bradbury’s roman in juni 2016. In april 2017 werden Michael B. Jordan en Michael Shannon aan de cast toegevoegd, gevolgd door Sofia Boutella in juni 2017.
De filmopnamen gingen van start in juli 2017 waarna in augustus 2017 Martin Donovan, Andy McQueen en Grace Lynn Kung toegevoegd werden aan de cast.

### Release
Fahrenheit 451 ging op 12 mei 2018 in première op het filmfestival van Cannes in de Séances de minuit.